# Torneo Apertura 2014 (Venezuela)
El Torneo Apertura  (conocida como "Liga Movistar" por motivos de patrocinio) es el primero de los dos torneos de la temporada 2014/15 de la primera división venezolana de fútbol.

## Aspectos generales

### Modalidad
El torneo se juega con el formato todos contra todos en una rueda de 17 fechas, en los que participan dieciocho equipos. El campeón será el que sume más puntos durante las 17 fechas. Los campeones de los dos torneos (Apertura y Clausura) se enfrentan en una final a partidos de ida y vuelta para definir al Campeón Nacional quien se lleva el título de liga es decir, la estrella de la temporada.
El equipo campeón del Torneo Apertura 2014 clasifica para la Copa Libertadores de América 2016.

### Información de los equipos
| Club                                       | Ciudad          | Entrenador              | Estadio                      | Capacidad | Indumentaria        | Patrocinador Principal              |
| ------------------------------------------ | --------------- | ----------------------- | ---------------------------- | --------- | ------------------- | ----------------------------------- |
| Deportivo Lara                             | Cabudare        | Rafael Dudamel          | Metropolitano de Cabudare    | 45.360    | Lotto               | SoloDeportes                        |
| Aragua Fútbol Club                         | Maracay         | Manuel Plasencia        | Hermanos Ghersi              | 16.000    | Legea               | Gobierno Bolivariano de Aragua      |
| Atlético Venezuela C.F.                    | Caracas         | José Hernández          | Brígido Iriarte              | 10.000    | Adidas              | PDVSA                               |
| Carabobo Fútbol Club                       | Carabobo        | Jhonny Ferreira         | Polideportivo Misael Delgado | 10.000    | RS21                | Soy consciente Consumo eficiente    |
| Caracas Fútbol Club                        | Caracas         | Eduardo Saragó          | Olímpico de la UCV           | 24.900    | Adidas              | Maltín Polar                        |
| C.D. Mineros de Guayana                    | Ciudad Guayana  | Marcos Mathías          | CTE Cachamay                 | 41.600    | Skyros              | Gobernación de Bolívar              |
| Deportivo Anzoategui S.C.                  | Puerto La Cruz  | Ruberth Morán           | José Antonio Anzoátegui      | 40.000    | Skyros              | Gobierno Bolivariano de Anzoategui  |
| Deportivo La Guaira                        | Caracas         | Leonardo González       | Olímpico de la UCV           | 24.900    | Adidas              | Traki                               |
| Deportivo Petare Fútbol Club               | Caracas         | Jhon Giraldo            | Olímpico de la UCV           | 24.900    | Puma                | Herbalife                           |
| Deportivo Táchira F.C                      | San Cristóbal   | Daniel Farías           | Pueblo Nuevo                 | 38.755    | Joma                | Gobernación Bolivariana del Táchira |
| Estudiantes de Mérida F.C                  | Mérida          | Francisco Moreno        | Metropolitano de Mérida      | 42.200    | Academia Sport Wear | Gobierno Socialista de Mérida       |
| Llaneros de Guanare F.C.                   | Guanare         | José Francisco González | Rafael Calles Pinto          | 13.000    | Uhlsport            | Portuguesa Socialista               |
| Metropolitanos Fútbol Club                 | Caracas         | Hugo Savarese           | Brígido Iriarte              | 10.000    | More Desing         | Seguros Venezuela                   |
| Tucanes de Amazonas F.C.                   | Puerto Ayacucho | Daniel Nicolack         | Antonio José de Sucre        | 10.000    | Forte               | Gobernación de Amazonas             |
| Trujillanos Fútbol Club                    | Valera          | Horacio Matuszyczk      | José Alberto Pérez           | 25.000    | Kiukak              | PDVSA                               |
| Portuguesa F.C.                            | Araure          | Franceso Stifano        | José Antonio Páez            | 14.000    | Uhlsport            | Portuguesa Socialista               |
| Zamora Fútbol Club                         | Barinas         | Julio Quintero          | Agustín Tovar                | 28.500    | Adidas              | PDVSA                               |
| Zulia Fútbol Club                          | Maracaibo       | Carlos García           | José Encarnación Romero      | 42.000    | Runic               | Gobierno Bolivariano del Zulia      |
| Datos actualizados el 3 de octubre de 2014 |                 |                         |                              |           |                     |                                     |

## Estadios
| Estadio Metropolitano de Cabudare                                                         | | |
| Estadio Metropolitano de Cabudare Ciudad: Cabudare Capacidad: 45,360 Club: Deportivo Lara | Estadio Metropolitano de Mérida Ciudad: Mérida Capacidad: 42,200 Club: Estudiantes de Mérida                   | Estadio José Encarnación Romero Ciudad: Maracaibo Capacidad: 42,000 Club: Zulia                                   |
|                                                                                           | | |
| Estadio Cachamay Ciudad: Ciudad Guayana Capacidad: 41,600 Club: Mineros de Guayana        | Estadio José Antonio Anzoátegui Ciudad: Puerto La Cruz Capacidad: 40,000 Club: Deportivo Anzoategui S.C.       | Polideportivo de Pueblo Nuevo Ciudad: San Cristóbal Capacidad: 38,755 Club: Deportivo Táchira                     |
|                                                                                           | | |
| Estadio Agustín Tovar Ciudad: Barinas Capacidad: 27,500 Club: Zamora                      | Estadio José Alberto Pérez Ciudad: Valera Capacidad: 25,000 Club: Trujillanos                                  | Estadio Olímpico de la UCV Ciudad: Caracas Capacidad: 24,900 Club: Caracas, Deportivo Petare, Deportivo La Guaira |
|                                                                                           | | |
| Hermanos Ghersi Ciudad: Maracay Capacidad: 16,000 Club: Aragua                            | Estadio José Antonio Páez Ciudad: Acarigua Capacidad: 14,000 Club: Portuguesa FC                               | Rafael Calles Pinto Ciudad: Guanare Capacidad 13,000 Club: Llaneros de Guanare F.C.                               |
|                                                                                           | | |
| Polideportivo Misael Delgado Ciudad: Valencia Capacidad: 10,000 Club: Carabobo            | Antonio José de Sucre Ciudad: Puerto Ayacucho Capacidad: 10,000 (15,000 de pie) Club: Tucanes de Amazonas F.C. | Estadio Brígido Iriarte Ciudad: Caracas Capacidad: 10,000 Club: Atlético Venezuela, Metropolitanos FC             |

## Clasificación
|                                                 |     | Equipos de fútbol     |  | PJ | G  | E | P  | GF | GC | Dif | Pts |
| ----------------------------------------------- | --- | --------------------- |  | -- | -- | - | -- | -- | -- | --- | --- |
|                                                 | 1.  | Trujillanos FC        |  | 17 | 11 | 3 | 3  | 27 | 15 | +12 | 36  |
|                                                 | 2.  | Deportivo La Guaira   |  | 17 | 10 | 5 | 2  | 25 | 13 | +12 | 35  |
|                                                 | 3.  | Caracas FC            |  | 17 | 9  | 4 | 4  | 33 | 16 | +17 | 31  |
|                                                 | 4.  | Aragua FC             |  | 17 | 9  | 4 | 4  | 30 | 22 | +8  | 31  |
|                                                 | 5.  | Deportivo Anzoátegui  |  | 17 | 8  | 3 | 6  | 28 | 15 | +13 | 27  |
|                                                 | 6.  | Mineros de Guayana    |  | 17 | 6  | 7 | 4  | 20 | 16 | +4  | 25  |
|                                                 | 7.  | Tucanes de Amazonas   |  | 17 | 7  | 4 | 6  | 16 | 19 | -3  | 25  |
|                                                 | 8.  | Deportivo Lara        |  | 17 | 5  | 9 | 3  | 25 | 18 | +7  | 24  |
|                                                 | 9.  | Carabobo FC           |  | 17 | 5  | 9 | 3  | 21 | 20 | +1  | 24  |
|                                                 | 10. | Estudiantes de Mérida |  | 17 | 6  | 6 | 5  | 20 | 21 | -1  | 24  |
|                                                 | 11. | Deportivo Táchira     |  | 17 | 6  | 5 | 6  | 24 | 16 | +8  | 23  |
|                                                 | 12. | Zamora FC             |  | 17 | 5  | 7 | 5  | 19 | 19 | 0   | 22  |
|                                                 | 13. | Atlético Venezuela    |  | 17 | 4  | 6 | 7  | 14 | 20 | -6  | 18  |
|                                                 | 14. | Metropolitanos FC     |  | 17 | 3  | 6 | 8  | 16 | 29 | -13 | 15  |
|                                                 | 15. | Deportivo Petare      |  | 17 | 2  | 9 | 6  | 8  | 17 | -9  | 12  |
|                                                 | 16. | Llaneros de Guanare   |  | 17 | 3  | 3 | 11 | 12 | 30 | -18 | 12  |
|                                                 | 17. | Zulia FC              |  | 17 | 2  | 5 | 10 | 12 | 27 | -15 | 11  |
|                                                 | 18. | Portuguesa FC         |  | 17 | 1  | 7 | 9  | 11 | 28 | -17 | 10  |
| Datos actualizados al: 14 de diciembre de 2014. |     |                       |  |    |    |   |    |    |    |     |     |

Pts = Puntos; PJ = Partidos jugados; G = Partidos ganados; E = Partidos empatados; P = Partidos perdidos; GF = Goles anotados; GC = Goles recibidos; Dif = Diferencia de goles
|  | Clasificado a la fase de grupos de la Copa Libertadores 2016 por haber salido campeón del Torneo Apertura.     |
|  | Clasificado a la segunda fase de la Copa Sudamericana 2015 por haber salido Campeón de la Copa Venezuela 2014. |

- Nota: Deportivo Petare fue sancionado por la Fifa con la pérdida de 3 puntos[6]

### Evolución de la clasificación
| Equipo / Jornada      | 1  | 2  | 3  | 4  | 5  | 6  | 7  | 8  | 9  | 10 | 11 | 12 | 13 | 14 | 15 | 16 | 17 |
| --------------------- | -- | -- | -- | -- | -- | -- | -- | -- | -- | -- | -- | -- | -- | -- | -- | -- | -- |
| Trujillanos FC        | 3  | 8  | 10 | 11 | 12 | 8  | 8  | 10 | 7  | 7  | 4  | 2  | 2  | 1  | 2  | 1  | 1  |
| Deportivo La Guaira   | 2  | 2  | 7  | 9  | 3  | 2  | 2  | 3  | 2  | 2  | 1  | 1  | 1  | 2  | 1  | 2  | 2  |
| Caracas FC            | 16 | 7  | 9  | 10 | 6  | 9  | 11 | 7  | 9  | 4  | 6  | 4  | 4  | 3  | 3  | 3  | 3  |
| Aragua FC             | 13 | 14 | 15 | 17 | 18 | 13 | 13 | 13 | 8  | 9  | 9  | 7  | 7  | 6  | 4  | 4  | 4  |
| Deportivo Anzoátegui  | 12 | 16 | 11 | 13 | 7  | 7  | 4  | 5  | 4  | 5  | 3  | 6  | 8  | 7  | 5  | 6  | 5  |
| Mineros de Guayana    | 7  | 5  | 3  | 5  | 8  | 10 | 12 | 8  | 11 | 10 | 10 | 12 | 10 | 9  | 9  | 10 | 6  |
| Tucanes de Amazonas   | 10 | 11 | 5  | 2  | 2  | 3  | 3  | 2  | 3  | 3  | 5  | 3  | 3  | 4  | 6  | 5  | 7  |
| Deportivo Lara        | 9  | 10 | 16 | 14 | 13 | 12 | 9  | 11 | 12 | 11 | 11 | 9  | 6  | 8  | 7  | 7  | 8  |
| Carabobo FC           | 8  | 13 | 6  | 6  | 9  | 4  | 5  | 4  | 5  | 8  | 7  | 8  | 9  | 10 | 10 | 11 | 9  |
| Estudiantes de Mérida | 5  | 4  | 2  | 3  | 4  | 5  | 6  | 6  | 10 | 12 | 12 | 10 | 11 | 11 | 11 | 8  | 10 |
| Deportivo Táchira     | 1  | 1  | 1  | 1  | 1  | 1  | 1  | 1  | 1  | 1  | 2  | 5  | 5  | 5  | 8  | 9  | 11 |
| Zamora FC             | 11 | 12 | 14 | 12 | 11 | 15 | 15 | 18 | 18 | 18 | 18 | 18 | 16 | 13 | 12 | 12 | 12 |
| Atlético Venezuela    | 18 | 9  | 13 | 4  | 5  | 6  | 7  | 9  | 6  | 6  | 8  | 11 | 12 | 12 | 13 | 13 | 13 |
| Metropolitanos FC     | 17 | 15 | 17 | 18 | 17 | 17 | 16 | 14 | 15 | 15 | 13 | 13 | 13 | 14 | 14 | 14 | 14 |
| Deportivo Petare      | 4  | 3  | 8  | 8  | 14 | 14 | 14 | 17 | 17 | 17 | 17 | 16 | 17 | 18 | 17 | 15 | 15 |
| Llaneros de Guanare   | 14 | 17 | 12 | 16 | 16 | 18 | 18 | 16 | 13 | 13 | 15 | 15 | 14 | 15 | 15 | 16 | 16 |
| Zulia FC              | 15 | 18 | 18 | 15 | 15 | 16 | 17 | 15 | 16 | 16 | 16 | 17 | 18 | 17 | 18 | 18 | 17 |
| Portuguesa FC         | 6  | 6  | 4  | 7  | 10 | 11 | 10 | 12 | 14 | 14 | 14 | 14 | 15 | 16 | 16 | 17 | 18 |

## Resultados
- Los horarios corresponden a la hora local de Venezuela (UTC-4:30)

Calendario sujeto a cambios
| Aragua FC           | 1:2 | Trujillanos FC        | Hermanos Ghersi         | 9 de agosto  | 6:00 p. m. | --           | 3.650  |
| Zamora FC           | 1:1 | Deportivo Lara        | Agustín Tovar           | 10 de agosto | 6:00 p. m. | DirecTV      | 9.884  |
| Caracas FC          | 0:1 | Estudiantes de Mérida | Olímpico de la UCV      | 10 de agosto | 4:00 p. m. | DirecTV/Tves | 11.244 |
| Mineros de Guayana  | 1:0 | Metropolitanos FC     | CTE Cachamay            | 10 de agosto | 4:00 p. m. | --           | 11.337 |
| Deportivo La Guaira | 3:2 | Deportivo Anzoátegui  | Brígido Iriarte         | 10 de agosto | 4:00 p. m. | --           | 1.879  |
| Tucanes de Amazonas | 1:1 | Carabobo FC           | Antonio José de Sucre   | 10 de agosto | 3:00 p. m. | --           | 6.504  |
| Zulia FC            | 0:1 | Deportivo Petare      | José Encarnación Romero | 10 de agosto | 3:30 p. m. | --           | 213    |
| Deportivo Táchira   | 3:0 | Atlético Venezuela    | Pueblo Nuevo            | 10 de agosto | 5:00 p. m. | --           | 10.935 |
| Portuguesa FC       | 1:0 | Llaneros de Guanare   | José Antonio Páez       | 10 de agosto | 5:00 p. m. | --           | 11.021 |

| Deportivo Lara        | 1:1 | Deportivo La Guaira  | Metropolitano de Cabudare | 16 de agosto    | 6:00 p. m. | --         | 3.276            |
| Metropolitanos FC     | 1:1 | Aragua FC            | Brígido Iriarte           | 16 de agosto    | 7:00 p. m. | --         | 673              |
| Estudiantes de Mérida | 1:1 | Zamora FC            | Metropolitano de Mérida   | 17 de agosto    | 4:00 p. m. | --         | 5.936            |
| Mineros de Guayana    | 1:1 | Portuguesa FC        | CTE Cachamay              | 17 de agosto    | 5:00 p. m. | DirecTV    | 10.588           |
| Llaneros de Guanare   | 0:2 | Deportivo Táchira    | Rafael Calles Pinto       | 17 de agosto    | 4:00 p. m. | --         | 2.238            |
| Atlético Venezuela    | 1:0 | Zulia FC             | Brígido Iriarte           | 17 de agosto    | 4:00 p. m. | --         | 635              |
| Deportivo Petare      | 1:1 | Tucanes de Amazonas  | Olímpico de la UCV        | 17 de agosto    | 4:00 p. m. | Tves       | 1.205            |
| Carabobo FC           | 0:0 | Deportivo Anzoátegui | Misael Delgado            | 8 de octubre    | 7:00 p. m. | TeleAragua | 3.454            |
| Trujillanos FC        | 2:1 | Caracas FC           | José Alberto Pérez        | 12 de noviembre | 6:00 p. m. | --         | A puerta cerrada |

| Caracas FC           | 3:1 | Metropolitanos FC     | Olímpico de la UCV        | 13 de agosto  | 7:30 p. m. | DirecTV      | 6.095  |
| Deportivo Anzoátegui | 1:0 | Deportivo Petare      | José Antonio Anzoátegui   | 23 de agosto  | 7:00 p. m. | --           | 787    |
| Deportivo La Guaira  | 1:2 | Estudiantes de Mérida | Brígido Iriarte           | 23 de agosto  | 6:00 p. m. | --           | 687    |
| Aragua FC            | 2:2 | Mineros de Guayana    | Hermanos Ghersi           | 23 de agosto  | 6:00 p. m. | DirecTV      | 1.707  |
| Deportivo Lara       | 0:1 | Carabobo FC           | Metropolitano de Cabudare | 24 de agosto  | 5:00 p. m. | DirecTV/Tves | 2.207  |
| Tucanes de Amazonas  | 1:0 | Atlético Venezuela    | Antonio José de Sucre     | 24 de agosto  | 3:00 p. m. | --           | 6.428  |
| Zulia FC             | 0:1 | Llaneros de Guanare   | José Encarnación Romero   | 24 de agosto  | 3:30 p. m. | --           | 431    |
| Deportivo Táchira    | 1:1 | Portuguesa FC         | Pueblo Nuevo              | 24 de agosto  | 5:00 p. m. | --           | 14.515 |
| Zamora FC            | 0:1 | Trujillanos FC        | Agustín Tovar             | 29 de octubre | 7:30 p. m. | --           | 2.115  |

| Metropolitanos FC     | 1:1 | Zamora FC            | Brígido Iriarte         | 30 de agosto     | 7:00 p. m. | --           | 822    |
| Aragua FC             | 0:2 | Deportivo Táchira    | Hermanos Ghersi         | 30 de agosto     | 6:00 p. m. | Tves         | 4.988  |
| Estudiantes de Mérida | 1:1 | Deportivo Lara       | Metropolitano de Mérida | 31 de agosto     | 4:00 p. m. | --           | 7.229  |
| Portuguesa FC         | 1:2 | Zulia FC             | José Antonio Páez       | 31 de agosto     | 4:00 p. m. | --           | 12.875 |
| Llaneros de Guanare   | 0:2 | Tucanes de Amazonas  | Rafael Calles Pinto     | 31 de agosto     | 4:00 p. m. | --           | 3.155  |
| Atlético Venezuela    | 1:0 | Deportivo Anzoátegui | Brígido Iriarte         | 31 de agosto     | 4:00 p. m. | DirecTV/Tves | 1.397  |
| Deportivo Petare      | 1:1 | Carabobo FC          | Olímpico de la UCV      | 31 de agosto     | 4:00 p. m. | --           | 491    |
| Trujillanos FC        | 0:1 | Deportivo La Guaira  | José Alberto Pérez      | 10 de septiembre | 4:00 p. m. | --           | 1.140  |
| Mineros de Guayana    | 0:0 | Caracas FC           | CTE Cachamay            | 29 de octubre    | 7:00 p. m. | DirecTV      | 6.426  |

| Caracas FC            | 5:0 | Aragua FC           | Olímpico de la UCV        | 10 de septiembre | 7:30 p. m. | DirecTV      | 5.497 |
| Deportivo Lara        | 0:0 | Trujillanos FC      | Metropolitano de Cabudare | 14 de septiembre | 5:00 p. m. | --           | 1.603 |
| Deportivo La Guaira   | 3:0 | Metropolitanos FC   | Brígido Iriarte           | 14 de septiembre | 4:00 p. m. | --           | 976   |
| Zamora FC             | 1:1 | Mineros de Guayana  | Agustín Tovar             | 14 de septiembre | 6:00 p. m. | DirecTV/Tves | 3.439 |
| Estudiantes de Mérida | 1:1 | Deportivo Petare    | Metropolitano de Mérida   | 14 de septiembre | 4:00 p. m. | --           | 6.166 |
| Carabobo FC           | 1:1 | Atlético Venezuela  | Misael Delgado            | 14 de septiembre | 3:30 p. m. | --           | 3.198 |
| Deportivo Anzoátegui  | 5:0 | Llaneros de Guanare | José Antonio Anzoátegui   | 14 de septiembre | 5:00 p. m. | --           | 690   |
| Tucanes de Amazonas   | 2:0 | Portuguesa FC       | Antonio José de Sucre     | 14 de septiembre | 3:00 p. m. | --           | 4.587 |
| Zulia FC              | 1:2 | Deportivo Táchira   | José Encarnación Romero   | 14 de septiembre | 3:00 p. m. | --           | 1.128 |

| Metropolitanos FC   | 1:1 | Deportivo Lara        | Brígido Iriarte     | 20 de septiembre | 7:00 p. m. | --           | 589   |
| Mineros de Guayana  | 1:2 | Deportivo La Guaira   | CTE Cachamay        | 21 de septiembre | 5:00 p. m. | --           | 7241  |
| Trujillanos FC      | 3:0 | Estudiantes de Mérida | José Alberto Pérez  | 21 de septiembre | 4:00 p. m. | --           | 952   |
| Deportivo Táchira   | 4:0 | Tucanes de Amazonas   | Pueblo Nuevo        | 21 de septiembre | 5:00 p. m. | --           | 14354 |
| Portuguesa FC       | 0:0 | Deportivo Anzoátegui  | José Antonio Páez   | 21 de septiembre | 4:00 p. m. | DirecTV/Tves | 6823  |
| Llaneros de Guanare | 1:2 | Carabobo FC           | Rafael Calles Pinto | 21 de septiembre | 4:00 p. m. | --           | 1715  |
| Atlético Venezuela  | 0:0 | Deportivo Petare      | Brígido Iriarte     | 21 de septiembre | 4:00 p. m. | --           | 1037  |
| Aragua FC           | 2:1 | Zamora FC             | Hermanos Ghersi     | 21 de septiembre | 5:00 p. m. | --           | 1420  |
| Caracas FC          | 4:2 | Zulia FC              | Olímpico de la UCV  | 15 de octubre    | 7:30 p. m. | --           | 4227  |

| Estudiantes de Mérida | 2:2 | Metropolitanos FC   | Metropolitano de Mérida   | 24 de septiembre | 7:30 p. m. | --      | 1895 |
| Deportivo Lara        | 3:1 | Mineros de Guayana  | Metropolitano de Cabudare | 24 de septiembre | 7:00 p. m. | DirecTV | 1125 |
| Trujillanos FC        | 3:3 | Atlético Venezuela  | José Alberto Pérez        | 24 de septiembre | 6:00 p. m. | --      | 705  |
| Carabobo FC           | 0:0 | Portuguesa FC       | Misael Delgado            | 24 de septiembre | 7:00 p. m. | --      | 3924 |
| Deportivo Anzoátegui  | 1:0 | Deportivo Táchira   | José Antonio Anzoátegui   | 24 de septiembre | 7:00 p. m. | --      | 1091 |
| Tucanes de Amazonas   | 2:0 | Zulia FC            | Antonio José de Sucre     | 24 de septiembre | 3:00 p. m. | --      | 2120 |
| Deportivo La Guaira   | 2:1 | Aragua FC           | Olímpico de la UCV        | 25 de septiembre | 6:00 p. m. | --      | 797  |
| Deportivo Petare      | 1:1 | Llaneros de Guanare | Olímpico de la UCV        | 11 de octubre    | 6:00 p. m. | --      | 185  |
| Zamora FC             | 2:1 | Caracas FC          | Agustín Tovar             | 19 de noviembre  | 7:30 p. m. | --      | 3730 |

| Metropolitanos FC   | 4:1 | Trujillanos FC        | Brígido Iriarte         | 27 de septiembre | 7:00 p. m. | --           | 415    |
| Caracas FC          | 2:1 | Deportivo La Guaira   | Olímpico de la UCV      | 28 de septiembre | 5:00 p. m. | --           | 6.094  |
| Mineros de Guayana  | 2:0 | Estudiantes de Mérida | CTE Cachamay            | 28 de septiembre | 5:00 p. m. | --           | 2.783  |
| Tucanes de Amazonas | 1:0 | Zamora FC             | Antonio José de Sucre   | 28 de septiembre | 3:00 p. m. | --           | 6.152  |
| Zulia FC            | 1:0 | Deportivo Anzoátegui  | José Encarnación Romero | 28 de septiembre | 3:00 p. m. | --           | 326    |
| Deportivo Táchira   | 1:1 | Carabobo FC           | Pueblo Nuevo            | 28 de septiembre | 5:00 p. m. | DirecTV/Tves | 15.378 |
| Portuguesa FC       | 0:0 | Deportivo Petare      | José Antonio Páez       | 28 de septiembre | 3:30 p. m. | --           | 3.202  |
| Llaneros de Guanare | 1:0 | Atlético Venezuela    | Rafael Calles Pinto     | 28 de septiembre | 3:00 p. m. | --           | 1.234  |
| Aragua FC           | 3:0 | Deportivo Lara        | Hermanos Ghersi         | 28 de septiembre | 5:00 p. m. | --           | 2.988  |

| Deportivo La Guaira   | 1:0 | Zamora FC           | Olímpico de la UCV        | 4 de octubre | 7:00 p. m. | DirecTV      | 315   |
| Trujillanos FC        | 1:0 | Mineros de Guayana  | José Alberto Pérez        | 5 de octubre | 4:00 p. m. | --           | 1.012 |
| Estudiantes de Mérida | 1:3 | Aragua FC           | Metropolitano de Mérida   | 5 de octubre | 4:00 p. m. | --           | 1.632 |
| Deportivo Lara        | 0:0 | Caracas FC          | Metropolitano de Cabudare | 5 de octubre | 3:30 p. m. | DirecTV/Tves | 3.902 |
| Llaneros de Guanare   | 2:1 | Metropolitanos FC   | Rafael Calles Pinto       | 5 de octubre | 3:30 p. m. | --           | 1.912 |
| Atlético Venezuela    | 2:0 | Portuguesa FC       | Brígido Iriarte           | 5 de octubre | 4:00 p. m. | --           | 1.253 |
| Deportivo Petare      | 1:3 | Deportivo Táchira   | Olímpico de la UCV        | 5 de octubre | 4:00 p. m. | --           | 1.393 |
| Carabobo FC           | 1:1 | Zulia FC            | Misael Delgado            | 5 de octubre | 3:30 p. m. | --           | 4.423 |
| Deportivo Anzoátegui  | 2:1 | Tucanes de Amazonas | José Antonio Anzoátegui   | 5 de octubre | 5:00 p. m. | --           | 256   |

| Deportivo La Guaira   | 1:1 | Carabobo FC          | Olímpico de la UCV        | 18 de octubre | 4:00 p. m. | Tves         | 378   |
| Aragua FC             | 4:1 | Zulia FC             | Hermanos Ghersi           | 19 de octubre | 5:00 p. m. | TeleAragua   | 1.295 |
| Metropolitanos FC     | 1:1 | Portuguesa FC        | Brígido Iriarte           | 19 de octubre | 4:00 p. m. | --           | 328   |
| Caracas FC            | 5:1 | Tucanes de Amazonas  | Olímpico de la UCV        | 19 de octubre | 5:00 p. m. | DirecTV/Tves | 6.213 |
| Mineros de Guayana    | 2:1 | Deportivo Táchira    | CTE Cachamay              | 19 de octubre | 4:00 p. m. | --           | 8.462 |
| Zamora FC             | 1:1 | Deportivo Anzoátegui | Agustín Tovar             | 19 de octubre | 6:00 p. m. | --           | 2.938 |
| Trujillanos FC        | 2:0 | Llaneros de Guanare  | José Alberto Pérez        | 19 de octubre | 4:00 p. m. | --           | 1.165 |
| Estudiantes de Mérida | 1:2 | Atlético Venezuela   | Metropolitano de Mérida   | 19 de octubre | 4:00 p. m. | --           | 1.984 |
| Deportivo Lara        | 2:0 | Deportivo Petare     | Metropolitano de Cabudare | 19 de octubre | 3:30 p. m. | --           | 2.429 |

| Tucanes de Amazonas  | 0:0 | Aragua FC             | Antonio José de Sucre   | 26 de octubre | 3:00 p. m. | --      | 3.821 |
| Zulia FC             | 1:1 | Mineros de Guayana    | José Encarnación Romero | 26 de octubre | 3:30 p. m. | --      | 186   |
| Deportivo Táchira    | 0:1 | Metropolitanos FC     | Pueblo Nuevo            | 26 de octubre | 4:00 p. m. | --      | 5.175 |
| Portuguesa FC        | 2:2 | Trujillanos FC        | José Antonio Páez       | 26 de octubre | 3:30 p. m. | --      | 4.179 |
| Deportivo Anzoátegui | 1:0 | Caracas FC            | José Antonio Anzoátegui | 26 de octubre | 5:00 p. m. | DirecTV | 3.988 |
| Llaneros de Guanare  | 0:2 | Estudiantes de Mérida | Rafael Calles Pinto     | 26 de octubre | 3:00 p. m. | --      | 1.698 |
| Atlético Venezuela   | 2:2 | Deportivo Lara        | Brígido Iriarte         | 26 de octubre | 4:00 p. m. | --      | 637   |
| Deportivo Petare     | 0:0 | Deportivo La Guaira   | Olímpico de la UCV      | 26 de octubre | 5:00 p. m. | --      | 387   |
| Carabobo FC          | 2:1 | Zamora FC             | Misael Delgado          | 26 de octubre | 3:30 p. m. | --      | 4.148 |

| Deportivo La Guaira   | 3:1 | Atlético Venezuela   | Olímpico de la UCV        | 1 de noviembre | 4:00 p. m. | --           | 285  |
| Metropolitanos FC     | 1:0 | Zulia FC             | Brígido Iriarte           | 2 de noviembre | 4:00 p. m. | --           | 217  |
| Aragua FC             | 3:2 | Deportivo Anzoátegui | Hermanos Ghersi           | 2 de noviembre | 5:00 p. m. | TeleAragua   | 1369 |
| Mineros de Guayana    | 0:1 | Tucanes de Amazonas  | CTE Cachamay              | 2 de noviembre | 4:00 p. m. | --           | 3157 |
| Trujillanos FC        | 1:0 | Deportivo Táchira    | José Alberto Pérez        | 2 de noviembre | 4:00 p. m. | --           | 9385 |
| Estudiantes de Mérida | 3:1 | Portuguesa FC        | Metropolitano de Mérida   | 2 de noviembre | 4:00 p. m. | --           | 1750 |
| Deportivo Lara        | 4:2 | Llaneros de Guanare  | Metropolitano de Cabudare | 2 de noviembre | 3:30 p. m. | --           | 942  |
| Zamora FC             | 0:0 | Deportivo Petare     | Agustín Tovar             | 2 de noviembre | 6:00 p. m. | --           | 2047 |
| Caracas FC            | 3:2 | Carabobo FC          | Olímpico de la UCV        | 2 de noviembre | 5:00 p. m. | DirecTV/Tves | 6191 |

| Tucanes de Amazonas  | 2:1 | Metropolitanos FC     | Antonio José de Sucre   | 9 de noviembre | 3:00 p. m. | --             | 6.375 |
| Zulia FC             | 0:3 | Trujillanos FC        | José Encarnación Romero | 9 de noviembre | 3:00 p. m. | --             | 277   |
| Deportivo Táchira    | 0:0 | Estudiantes de Mérida | Pueblo Nuevo            | 9 de noviembre | 5:00 p. m. | DirecTV/Tves   | 3.503 |
| Portuguesa FC        | 0:4 | Deportivo Lara        | José Antonio Páez       | 9 de noviembre | 3:30 p. m. | --             | 4.500 |
| Deportivo Anzoátegui | 2:3 | Mineros de Guayana    | José Antonio Anzoátegui | 9 de noviembre | 5:00 p. m. | --             | 3.451 |
| Llaneros de Guanare  | 1:1 | Deportivo La Guaira   | Rafael Calles Pinto     | 9 de noviembre | 3:00 p. m. | --             | 1.606 |
| Atlético Venezuela   | 1:2 | Zamora FC             | Brígido Iriarte         | 9 de noviembre | 4:00 p. m. | --             | 978   |
| Deportivo Petare     | 0:2 | Caracas FC            | Olímpico de la UCV      | 9 de noviembre | 4:00 p. m. | --             | 3.189 |
| Carabobo FC          | 0:0 | Aragua FC             | Misael Delgado          | 9 de noviembre | 3:30 p. m. | TeleAragua/TVR | 4.400 |

| Deportivo La Guaira   | 1:0 | Portuguesa FC        | Olímpico de la UCV        | 22 de noviembre | 4:00 p. m. | DirecTV      | 390              |
| Metropolitanos FC     | 0:7 | Deportivo Anzoátegui | Brígido Iriarte           | 23 de noviembre | 4:00 p. m. | --           | 247              |
| Aragua FC             | 2:1 | Deportivo Petare     | Hermanos Ghersi           | 23 de noviembre | 5:00 p. m. | TeleAragua   | 1.760            |
| Trujillanos FC        | 1:0 | Tucanes de Amazonas  | José Alberto Pérez        | 23 de noviembre | 4:00 p. m. | --           | 9.120            |
| Estudiantes de Mérida | 0:0 | Zulia FC             | Metropolitano de Mérida   | 23 de noviembre | 4:00 p. m. | --           | 1.884            |
| Deportivo Lara        | 3:3 | Deportivo Táchira    | Metropolitano de Cabudare | 23 de noviembre | 3:30 p. m. | Promar TV    | A Puerta Cerrada |
| Zamora FC             | 2:1 | Llaneros de Guanare  | Agustín Tovar             | 23 de noviembre | 6:00 p. m. | --           | 3.178            |
| Caracas FC            | 1:0 | Atlético Venezuela   | Olímpico de la UCV        | 23 de noviembre | 5:00 p. m. | DirecTV/Tves | 5.643            |
| Mineros de Guayana    | 4:1 | Carabobo FC          | CTE Cachamay              | 23 de noviembre | 4:00 p. m. | --           | 2.272            |

| Deportivo Anzoátegui | 2:0 | Trujillanos FC        | José Antonio Anzoátegui | 29 de noviembre | 7:00 p. m. | DirecTV/Tves | 2.721 |
| Tucanes de Amazonas  | 0:1 | Estudiantes de Mérida | Antonio José de Sucre   | 30 de noviembre | 3:00 p. m. | --           | 4.821 |
| Zulia FC             | 0:2 | Deportivo Lara        | José Encarnación Romero | 30 de noviembre | 3:00 p. m. | --           | 100   |
| Deportivo Táchira    | 0:1 | Deportivo La Guaira   | Pueblo Nuevo            | 30 de noviembre | 5:00 p. m. | DirecTV/Tves | 2.547 |
| Portuguesa FC        | 1:2 | Zamora FC             | José Antonio Páez       | 30 de noviembre | 4:00 p. m. | --           | 140   |
| Llaneros de Guanare  | 0:0 | Caracas FC            | Rafael Calles Pinto     | 30 de noviembre | 3:00 p. m. | --           | 1.591 |
| Atlético Venezuela   | 0:2 | Aragua FC             | Brígido Iriarte         | 30 de noviembre | 4:00 p. m. | --           | 435   |
| Deportivo Petare     | 0:0 | Mineros de Guayana    | Olímpico de la UCV      | 30 de noviembre | 4:00 p. m. | --           | 540   |
| Carabobo FC          | 3:1 | Metropolitanos FC     | Misael Delgado          | 30 de noviembre | 3:30 p. m. | --           | 2.216 |

| Deportivo La Guaira   | 1:1 | Zulia FC             | Olímpico de la UCV        | 6 de diciembre | 6:00 p. m. | DirecTV/Tves | 870   |
| Aragua FC             | 4:2 | Llaneros de Guanare  | Hermanos Ghersi           | 7 de diciembre | 4:00 p. m. | --           | 2.095 |
| Metropolitanos FC     | 0:1 | Deportivo Petare     | Brígido Iriarte           | 7 de diciembre | 4:00 p. m. | --           | 759   |
| Deportivo Lara        | 1:1 | Tucanes de Amazonas  | Metropolitano de Cabudare | 7 de diciembre | 4:00 p. m. | --           | 1.169 |
| Zamora FC             | 2:1 | Deportivo Táchira    | Agustín Tovar             | 7 de diciembre | 6:00 p. m. | --           | 5.040 |
| Caracas FC            | 5:2 | Portuguesa FC        | Olímpico de la UCV        | 7 de diciembre | 4:00 p. m. | --           | 5.738 |
| Estudiantes de Mérida | 2:1 | Deportivo Anzoátegui | Metropolitano de Mérida   | 7 de diciembre | 4:00 p. m. | --           | 1.510 |
| Mineros de Guayana    | 0:0 | Atlético Venezuela   | CTE Cachamay              | 7 de diciembre | 4:00 p. m. | --           | 1.363 |
| Trujillanos FC        | 2:1 | Carabobo FC          | José Alberto Pérez        | 7 de diciembre | 4:00 p. m. | --           | 6.880 |

| Tucanes de Amazonas  | 0:2 | Deportivo La Guaira   | Antonio José de Sucre   | 14 de diciembre | 3:30 p. m. | --           | 5.102            |
| Zulia FC             | 2:2 | Zamora FC             | José Encarnación Romero | 14 de diciembre | 3:30 p. m. | --           | 1.078            |
| Deportivo Táchira    | 1:1 | Caracas FC            | Agustín Tovar           | 14 de diciembre | 3:30 p. m. | ViVe Andes   | A puerta cerrada |
| Portuguesa FC        | 0:2 | Aragua FC             | José Antonio Páez       | 14 de diciembre | 3:00 p. m. | TeleAragua   | A puerta cerrada |
| Deportivo Anzoátegui | 1:0 | Deportivo Lara        | José Antonio Anzoátegui | 14 de diciembre | 3:30 p. m. | --           | 656              |
| Llaneros de Guanare  | 0:1 | Mineros de Guayana    | Rafael Calles Pinto     | 14 de diciembre | 3:30 p. m. | --           | 2024             |
| Atlético Venezuela   | 0:0 | Metropolitanos FC     | Brígido Iriarte         | 14 de diciembre | 3:30 p. m. | --           | 465              |
| Deportivo Petare     | 0:3 | Trujillanos FC        | Olímpico de la UCV      | 14 de diciembre | 3:30 p. m. | DirecTV/Tves | 1.731            |
| Carabobo FC          | 3:2 | Estudiantes de Mérida | Misael Delgado          | 14 de diciembre | 3:30 p. m. | --           | 2.427            |

- El partido entre Deportivo Petare y Trujillanos FC fue confiscado por la FVF debido a situaciones de violencia. La victoria se le adjudica a Trujillanos FC.

### Máximos goleadores
| Pos. | Jugador         | Equipo               | Goles | P. J. | Prom. |
| ---- | --------------- | -------------------- | ----- | ----- | ----- |
| 1.º  | Edwin Aguilar   | Deportivo Anzoátegui | 13    | 17    | 0,76  |
| 2.º  | James Cabezas   | Trujillanos FC       | 10    | 16    | 0.63  |
| 3.º  | Gelmin Rivas    | Deportivo Táchira    | 7     | 14    | 0.50  |
| 4.º  | Imanol Iriberri | Deportivo La Guaira  | 7     | 16    | 0.44  |
| 5.º  | Néstor Bareiro  | Aragua FC            | 7     | 16    | 0.44  |

### Hat-Tricks o más
| Jugador           | Equipo               | Adversario           | Resultado | Cantidad | Fecha           |
| ----------------- | -------------------- | -------------------- | --------- | -------- | --------------- |
| Gelmin Rivas      | Deportivo Táchira    | Atlético Venezuela   | 3-0       | 3        | 10 de agosto    |
| Richard Blanco    | Mineros de Guayana   | Deportivo Anzoátegui | 3-2       | 3        | 9 de noviembre  |
| Edgar Pérez Greco | Deportivo Lara       | Deportivo Táchira    | 3-3       | 3        | 22 de noviembre |
| Edwin Aguilar     | Deportivo Anzoátegui | Metropolitanos FC    | 7-0       | 3        | 22 de noviembre |
| Rolando Escobar   | Deportivo Anzoátegui | Metropolitanos FC    | 7-0       | 3        | 22 de noviembre |

### Autogoles
| Jugador        | Equipo               | Adversario            | Resultado | Cantidad | Fecha            |
| -------------- | -------------------- | --------------------- | --------- | -------- | ---------------- |
| Nicolás Bubas  | Metropolitanos FC    | Caracas FC            | 1-3       | 1        | 13 de agosto     |
| José Marrufo   | Deportivo Lara       | Estudiantes de Mérida | 1-1       | 1        | 31 de agosto     |
| Daniel Mustafá | Atlético Venezuela   | Carabobo FC           | 1-1       | 1        | 14 de septiembre |
| Javier Toyo    | Metropolitanos FC    | Deportivo La Guaira   | 0-3       | 1        | 14 de septiembre |
| Carlos Cermeño | Deportivo Táchira    | Deportivo Petare      | 3-1       | 1        | 2 de octubre     |
| William Díaz   | Deportivo Anzoátegui | Aragua FC             | 2-3       | 1        | 2 de noviembre   |
| José Jiménez   | Portuguesa FC        | Deportivo Lara        | 0-4       | 1        | 9 de noviembre   |
| Luiryi Erazo   | Trujillanos FC       | Deportivo Anzoátegui  | 0-2       | 1        | 29 de noviembre  |
| Carlos Verdú   | Metropolitanos FC    | Carabobo FC           | 1-3       | 1        | 30 de noviembre  |
| Luis Torres    | Atlético Venezuela   | Aragua FC             | 0-3       | 1        | 30 de noviembre  |
| Juan Fuenmayor | Deportivo Anzoátegui | Estudiantes de Mérida | 1-2       | 1        | 7 de diciembre   |
| Yordani Abreu  | Zamora FC            | Deportivo Táchira     | 2-1       | 1        | 7 de diciembre   |

### Once Ideal
| Once ideal del Apertura | Once ideal del Apertura | Once ideal del Apertura | Once ideal del Apertura | Once ideal del Apertura | Once ideal del Apertura | Once ideal del Apertura | Once ideal del Apertura | Once ideal del Apertura | Once ideal del Apertura | Once ideal del Apertura | Once ideal del Apertura |
| ----------------------- | ----------------------- | ----------------------- | ----------------------- | ----------------------- | ----------------------- | ----------------------- | ----------------------- | ----------------------- | ----------------------- | ----------------------- | ----------------------- |

| \| N.º. \| Pos. \| Nac. \| Jugador \| Equipo \| \| \| ---- \| ---- \| ---- \| ----------------- \| -------------------- \| \| \| 12 \| POR \| \| Edixon González \| Deportivo Anzoátegui \| \| \| 4 \| DCT \| \| Roberto Tucker \| Caracas FC \| \| \| 13 \| DCT \| \| Franklin Lucena \| Deportivo La Guaira \| \| \| 19 \| LTI \| \| Oscar González \| Deportivo La Guaira \| \| \| 4 \| LTD \| \| Wilker Ángel \| Deportivo Táchira \| \| \| 10 \| MED \| \| Romulo Otero \| Caracas FC \| \| \| 5 \| MED \| \| Miguel Mea Vitali \| Caracas FC \| \| \| 10 \| MED \| \| Luciano Ursino \| Deportivo La Guaira \| \| \| 11 \| DEL \| \| Imanol Iriberri \| Deportivo La Guaira \| \| \| 7 \| DEL \| \| Edwin Aguilar \| Deportivo Anzoátegui \| \| \| 11 \| DEL \| \| James Cabezas \| Trujillanos FC \| \| \| \| \| \| \| \| \| | González Wilker Tucker Lucena González Mea Vitali Otero Cabezas Ursino Iriberri Aguilar |                      |                   |                      |  |
| N.º. | Pos.                                                                                    | Nac.                 | Jugador           | Equipo               |  |
| 12 | POR                                                                                     | Bandera de Venezuela | Edixon González   | Deportivo Anzoátegui |  |
| 4 | DCT                                                                                     | Bandera de Argentina | Roberto Tucker    | Caracas FC           |  |
| 13 | DCT                                                                                     | Bandera de Venezuela | Franklin Lucena   | Deportivo La Guaira  |  |
| 19 | LTI                                                                                     | Bandera de Venezuela | Oscar González    | Deportivo La Guaira  |  |
| 4 | LTD                                                                                     | Bandera de Venezuela | Wilker Ángel      | Deportivo Táchira    |  |
| 10 | MED                                                                                     | Bandera de Venezuela | Romulo Otero      | Caracas FC           |  |
| 5 | MED                                                                                     | Bandera de Venezuela | Miguel Mea Vitali | Caracas FC           |  |
| 10 | MED                                                                                     | Bandera de Argentina | Luciano Ursino    | Deportivo La Guaira  |  |
| 11 | DEL                                                                                     | Bandera de Argentina | Imanol Iriberri   | Deportivo La Guaira  |  |
| 7 | DEL                                                                                     | Bandera de Panamá    | Edwin Aguilar     | Deportivo Anzoátegui |  |
| 11 | DEL                                                                                     | Bandera de Colombia  | James Cabezas     | Trujillanos FC       |  |
| |                                                                                         |                      |                   |                      |  |

## Asistencias a los estadios
La tabla siguiente muestra la cantidad de espectadores que acumuló cada equipo en sus respectivos partidos.
| Pos. | Equipos               | PJ  | As.     | Prom. |
| ---- | --------------------- | --- | ------- | ----- |
| 1.   | Deportivo Táchira*    | 7   | 66407   | 8301  |
| 2.   | Caracas FC            | 9   | 56935   | 6326  |
| 3.   | Mineros de Guayana    | 9   | 53629   | 5959  |
| 4.   | Tucanes de Amazonas   | 9   | 45910   | 5101  |
| 5.   | Portuguesa FC*        | 7   | 41051   | 5131  |
| 6.   | Trujillanos FC*       | 8   | 30332   | 3370  |
| 7.   | Zamora FC             | 8   | 30256   | 3782  |
| 8.   | Estudiantes de Mérida | 9   | 29986   | 3332  |
| 9.   | Carabobo FC           | 8   | 28186   | 3523  |
| 10.  | Aragua FC             | 9   | 21272   | 2364  |
| 11.  | Llaneros de Guanare   | 9   | 17193   | 1910  |
| 12.  | Deportivo Lara*       | 8   | 16653   | 1850  |
| 13.  | Deportivo Anzoátegui  | 8   | 13190   | 1649  |
| 14.  | Deportivo Petare      | 8   | 7390    | 924   |
| 15.  | Atlético Venezuela    | 8   | 6837    | 855   |
| 16.  | Deportivo La Guaira   | 9   | 6577    | 731   |
| 17.  | Metropolitanos FC     | 8   | 4051    | 506   |
| 18.  | Zulia FC              | 8   | 3739    | 467   |
| .    | Total                 | 153 | 479.594 | 3.135 |